# Anszan állomás
Anszan (Ansan) állomás a szöuli metró 4-es és és Szuin–Pundang (Suin–Bundang) vonalának állomása. Utóbbit 2020. szeptember 12-én helyezték üzembe a Szuin (Suin) és Pundang (Bundang) vonalak összevonásával; Anszan (Ansan) városában található. Az állomás korábban a 4-es vonal végállomása volt, amíg 2000-ben Oidoig meg nem hosszabbították a vonalat.

## Viszonylatok
| 4-es vonal                                          | 4-es vonal                | 4-es vonal                                |
| --------------------------------------------------- | ------------------------- | ----------------------------------------- |
| Cshodzsi (Choji) Tanggoge (Danggogae) felé          | személy- és expresszvonat | Singiloncshon (Singiloncheon) Oido felé   |
| Szuin–Pundang (Suin–Bundang) vonal                  |                           |                                           |
| Cshodzsi (Choji) Cshongnjangni (Cheongnyangni) felé | személyvonat              | Nunggil (Neunggil) Incshon (Incheon) felé |